# Temper Temper
Temper Temper è il quarto album in studio del gruppo musicale britannico Bullet for My Valentine, pubblicato dalla RCA Records l'8 febbraio 2013 in Australia e l'11 febbraio dello stesso anno nel resto del mondo.
L'album è stato ancora una volta prodotto da Don Gilmore (Linkin Park, Good Charlotte), che ha lavorato anche sul precedente disco della band, Fever, e mixato dal fonico Chris Lord-Alge (Nickelback, Avenged Sevenfold).
La band ha debuttato live con la title track il 22 ottobre 2012 parte del programma Rock Week della radio BBC Radio 1. In seguito i Bullet for My Valentine hanno pubblicato il brano come singolo il 30 ottobre 2012 in tutto il mondo, tranne che nel Regno Unito dove è stato pubblicato il 25 novembre 2012. Il 12 novembre 2012 la band ha reso disponibile un video della canzone Temper Temper. È stato diretto a Los Angeles e diretto da Michael Dispenza. Il 17 dicembre 2012 la band ha pubblicato tramite YouTube il successivo singolo, Riot pubblicandone anche un video l'11 gennaio 2013.

## Tracce
1. Breaking Point
2. Truth Hurts
3. Temper Temper
4. P.O.W.
5. Dirty Little Secret
6. Leech
7. Dead to the World
8. Riot
9. Saints & Sinners
10. Tears Don't Fall
11. Livin' Life (On the Edge of a Knife)

Tracce bonus nella Deluxe Edition
1. Not Invincible
2. Whole Lotta Rosie (from the "Live Lounge" show on BBC Radio 1)
3. Scream Aim Fire (from the "Live Lounge" show on BBC Radio 1)

Traccia bonus nell'edizione giapponese
1. Playing with Fire